# Bastonatura di Charles Sumner
La bastonatura di Charles Sumner - o l'affare Brooks-Sumner, avvenne il 22 maggio del 1856 all'interno dell'aula nel Senato degli Stati Uniti d'America allorché Preston Smith Brooks, deputato alla Camera dei Rappresentanti per la Carolina del Sud, esponente del Partito Democratico, fece irruzione usando un pesante bastone da passeggio per attaccare il senatore del Partito Repubblicano per il Massachusetts, un fiero fautore dell'abolizionismo.
L'azione venne giustificata a posteriori come un segno di rappresaglia per un discorso pronunciato dallo stesso Sumner due giorni prima ed in cui criticava ferocemente gli schiavisti tra cui un parente di Brooks.
Il pestaggio quasi uccise il senatore - che riportò una commozione cerebrale - ed ebbe la conseguenza di suscitare una reazione fortemente polarizzata da parte del pubblico americano sul tema dell'espansione della schiavitù negli Stati Uniti d'America.
È stato considerato un episodio simbolico della "rottura del discorso ragionato" che alla fine condusse alla guerra di secessione americana.

## Premesse
Nel 1856, all'avvio della crisi denominata "Bleeding Kansas", Sumner denunciò la legge del Kansas-Nebraska Act nel suo celeberrimo discorso intitolato il crimine contro Kansas pronunciato nel corso di due sedute tra il 19 e il 20 di maggio (Testo completo su Wikisoure). Ivi sostenne accoratamente l'ammissione immediata del Territorio del Kansas come uno Stato federato libero dallo schiavismo e proseguì paventando il pericolo rappresentato dal potere schiavista, il braccio politico dei proprietari di schiavi sudisti:

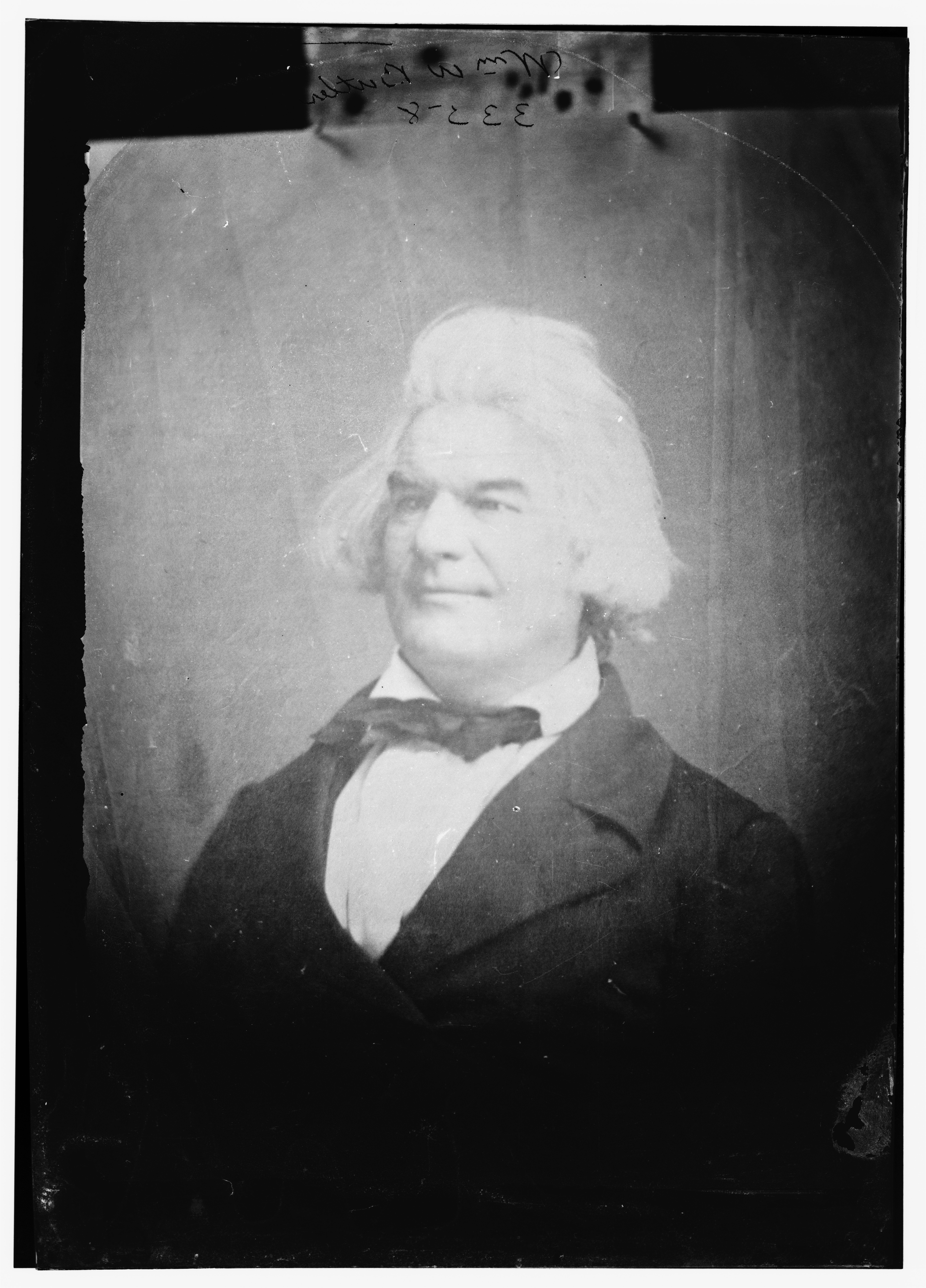
Foto di Andrew Pickens Butler.

Sumner attaccò poi personalmente gli autori della legge, i senatori Stephen A. Douglas dell'Illinois e Andrew Pickens Butler della Carolina del Sud, dichiarando:
Inoltre si mise a deridere la capacità di parlare di Butler, che era stata ostacolata da un ictus recente:
Secondo Manisha Sinha (2003), Sumner era stato messo precedentemente in ridicolo ed insultato sia da Douglas che da Butler per la sua opposizione alla Fugitive Slave Law, con il secondo che fornì rozzamente l'esca razziale a Sumner facendo pesanti allusioni sessuali alle donne di colore, proprio come molti schiavisti i quali accusavano i fautori dell'abolizionismo negli Stati Uniti d'America di promuovere il matrimonio interrazziale.
Secondo Hoffer (2010): "È anche importante notare l'immaginario sessuale che ricorreva in tutta l'orazione, che non era né accidentale né senza precedenti. Gli abolizionisti solitamente aggredivano verbalmente gli schiavisti di mantenere la schiavitù in modo da potersi impegnare in rapporti sessuali forzati con i loro schiavi e creare a loro volta la mescolanza razziale". Douglas avrà l'occasione di commentare: "questo dannato pazzo si farà ammazzare da un altro dannato pazzo".

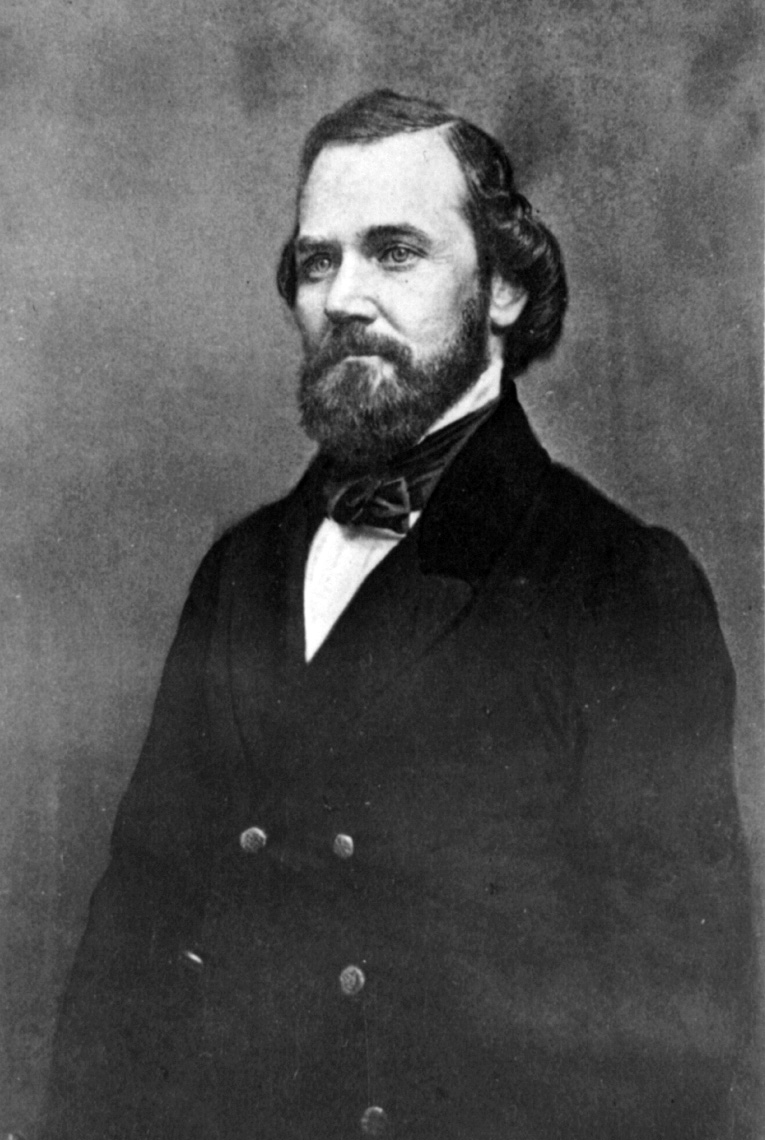
Laurence Massillon Keitt, collega sudista e complice nell'aggressione.

Il membro della Camera dei Rappresentanti Preston Smith Brooks, cugino di Butler, rimase letteralmente infuriato dall'oratoria dell'avversario. In seguito affermò che intendeva sfidare Sumner a duello e che si consultò con il collega Laurence Massillon Keitt sull'etichetta da adottare.
L'amico però replicò che il duello era un affare per i gentiluomini di eguale status sociale, invece Sumner non era migliore di un demente affetto da alcolismo e delirium tremens, a causa del linguaggio apparentemente volgare che aveva con un certo compiacimento utilizzato.
Brooks concluse pertanto che - poiché Sumner non era un gentiluomo - non meritava neppure un trattamento onorevole. Per i due sudisti quindi era molto più appropriato e consono umiliare il nordista picchiandolo con un bastone in un ambiente pubblico e possibilmente davanti a tutti.

## L'aggressione fisica

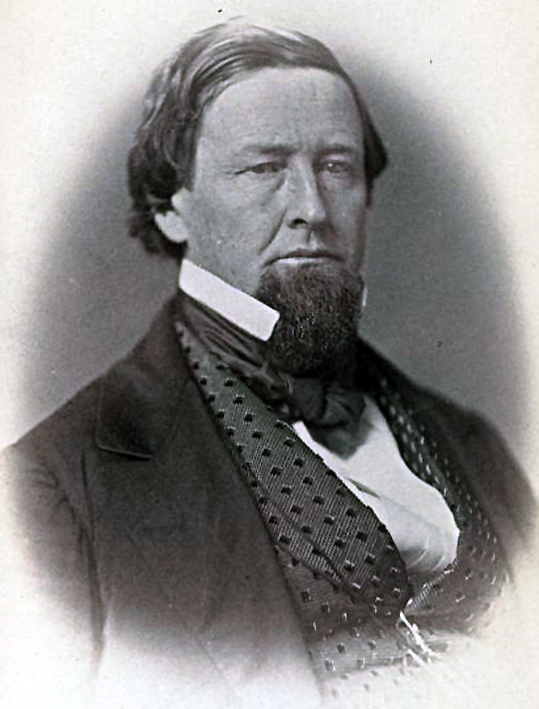
Il deputato virginiano Henry Alonzo Edmundson, complice dell'aggressore.

Due giorni dopo, nel pomeriggio del 22 maggio, Brooks entrò nell'Aula del Senato assieme a Keitt e ad un altro guardiaspalle, il deputato virginiano Henry Alonzo Edmundson. Attesero un po' che le gallerie sfollassero, preoccupati soprattutto che non ci fossero testimoni che potessero intuire ciò che Brooks intendeva fare.

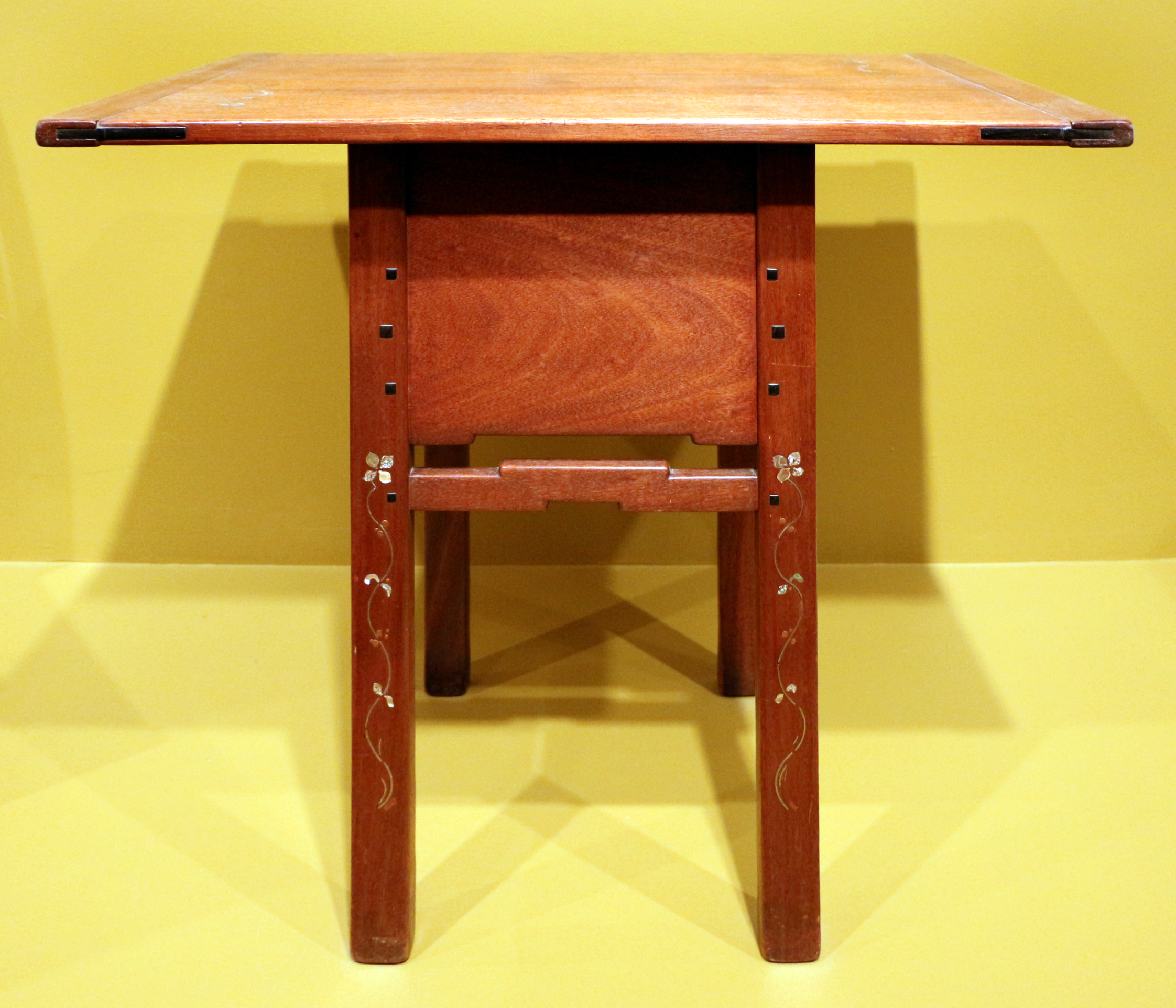
Il banco del senatore Sumner.

Questi affrontò Sumner mentre stava seduto a scrivere al proprio banco: "Signor Sumner, ho letto attentamente il suo discorso per ben due volte: si tratta di una palese diffamazione nei confronti della Carolina del Sud e del signor Butler, che è mio parente" annunciò calmo e a bassa voce.
Mentre Sumner iniziava ad alzarsi, Brooks cominciò a picchiarlo ferocemente sulla testa, prima che potesse mettersi in piedi, usando un grosso bastone di guttaperca con una pomolo d'oro.
La forza dei colpi causò l'immediata perdita della vista al senatore: "Non ho più visto il mio assalitore, né alcuna altra persona o oggetto nella stanza, ma quello che ho fatto in seguito è stato fatto quasi inconsciamente, agendo seguendo l'istinto dell'autodifesa", ricordò più tardi.

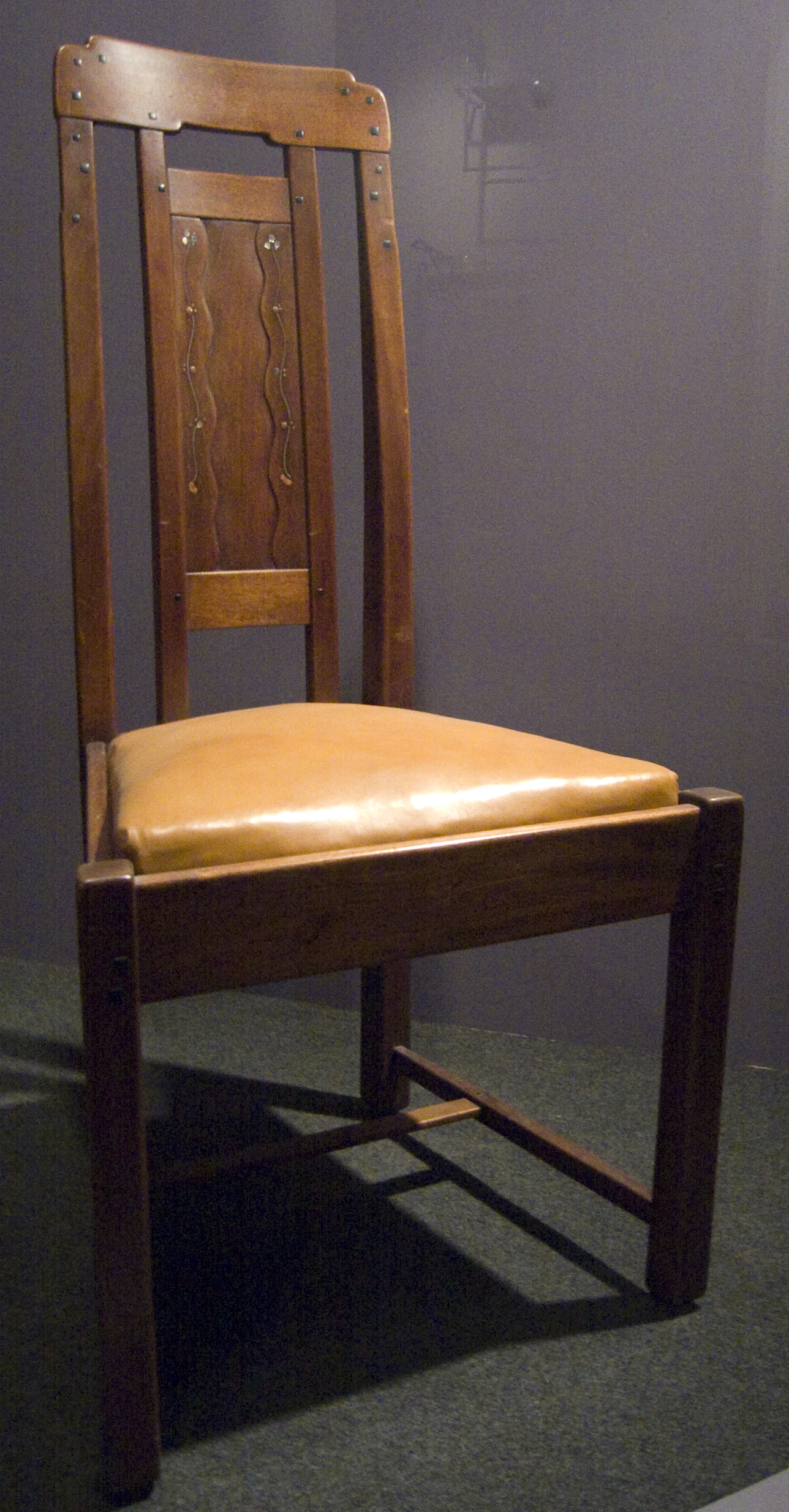
La sedia in mogano ed ebano del senatore Sumner, al Brooklyn Museum.

Sumner fu abbattuto e intrappolato sotto il pesante scrittoio, che era fissato ed ancorato al pavimento. La sua sedia, che si era spostata verso l'esterno, si muoveva avanti e indietro; il senatore non poteva o non pensava di farla scivolare indietro per fuggire, quindi essa lo inchiodò sotto lo scranno. Brooks continuò a battere Sumner finché questi non riuscì a rialzarsi strappando di forza la scrivania dal pavimento nel tentativo di allontanarsi.
A questo punto Sumner rimase accecato dal suo stesso sangue. Barcollò lungo il corridoio e, con le braccia tese, tentò invano di difendersi; ma ora divenne un obiettivo ancora più grande e più facile per Brooks, che continuò a picchiarlo sulla testa, sul viso e sulle spalle. Il sudista inferocito non si fermò neppure quando il suo bastone si spezzò; continuò a colpire con il pezzo rimastogli in mano, quello che aveva il pomello d'oro.
Sumner incespicò e vacillò convulsamente: "Oh Signore" ansimò "Oh! Oh!" Verso la fine dell'attacco crollò svenuto, anche se poco prima di soccombere "muggì come un vitello" secondo quanto raccontò Brooks: lo afferrò mentre cadeva nuovamente, lo sollevò per il bavero con una mano e continuò a scagliarsi contro di lui con il bastone nell'altra.
Diversi Senatori e Rappresentanti tentarono di aiutare Sumner, ma furono bloccati da Edmundson, che urlò agli spettatori di lasciare Brooks e Sumner da soli; Keitt brandì a sua volta il suo bastone e una rivoltella mettendosi a gridare: "Lasciateli soli, Dio vi maledica, lasciateli soli!"
Il senatore del Kentucky John Jordan Crittenden tentò di intervenire e implorò Brooks di non uccidere Sumner; il georgiano Robert Augustus Toombs (futuro ministro secessionista) quindi intercedette per Crittenden, dicendo a Keitt di non attaccare qualcuno che non era parte della disputa, sebbene abbia anche indicato in seguito di non aver avuto alcun problema con Brooks e nei fatti lo approvò.
I rappresentanti newyorkesi Ambrose Spencer Murray e Edwin Barber Morgan furono ad un certo punto finalmente in grado di intervenire e frenare Brooks, il quale a quel punto lasciò tranquillamente l'Aula parlamentare; Murray ottenne l'aiuto di un valletto del Senato e del sergente di guardia Dunning Robert McNair.
Mentre Sumner riprendeva a fatica conoscenza, lo accompagnarono fino a raggiungere il proprio guardaroba; ricevette immediatamente delle cure, tra cui diversi punti di sutura. Con l'aiuto di Nathaniel Banks, il presidente della Camera dei rappresentanti e del senatore Henry Wilson, Sumner venne condotto in carrozza fino al suo alloggio, dove si sottopose a degli ulteriori accertamenti medici.
Anche Brooks richiese delle cure mediche prima di lasciare il Campidoglio; si era colpito da solo sopra l'occhio destro con una delle schegge volate via dal suo bastone frantumato. Venne incriminato ed arrestato con l'accusa di violenza aggravata.

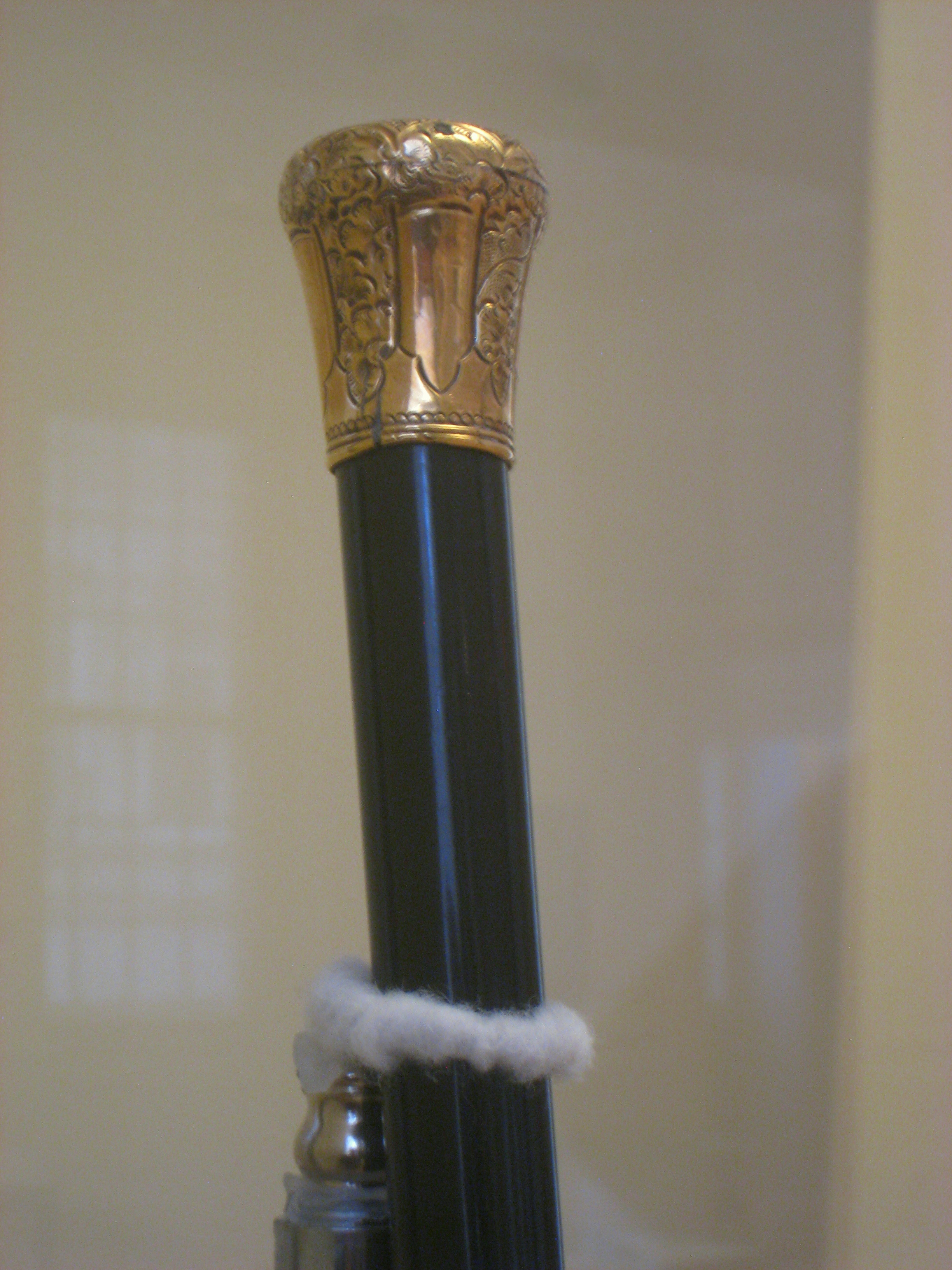
Il manico d'oro del bastone usato per l'aggressione.

Il bastone da passeggio usato da Brooks si ruppe in diversi pezzi, che furono lasciati sul pavimento impregnato di sangue della camera del Senato; alcuni di questi, incluso il pomolo d'oro, vennero recuperati da Edmundson e consegnati al Democratico della Pennsylvania Adam John Glossbrenner, il Sergente d'Arme della Camera. Questa parte finì all'Old State House (Boston); è stato lavorato per lisciarne i bordi e le rifiniture e poi messo in mostra.
I legislatori del profondo Sud esibirono gli altri frammenti recuperati, che indossarono attaccati alle catenine da collo per poter in tal modo mostrare la loro solidarietà con Brooks, che finì col vantarsi del fatto che "[I pezzi del mio bastone] sono desiderati come se fossero delle reliquie sacre".

## Conseguenze
L'episodio rivelò la polarizzazione presente oramai a tutti i livelli, poiché Sumner divenne un martire nel Nord e Brooks un eroe nel Sud. I nordisti erano indignati. La Cincinnati Gazette dichiarò: "Il Sud non può tollerare la libertà di parola in nessun luogo, e la soffocherà a Washington con il randello e il coltello da marinaio, mentre stanno già cercando di soffocarlo nel Kansas con la strage, la rapina e l'omicidio".

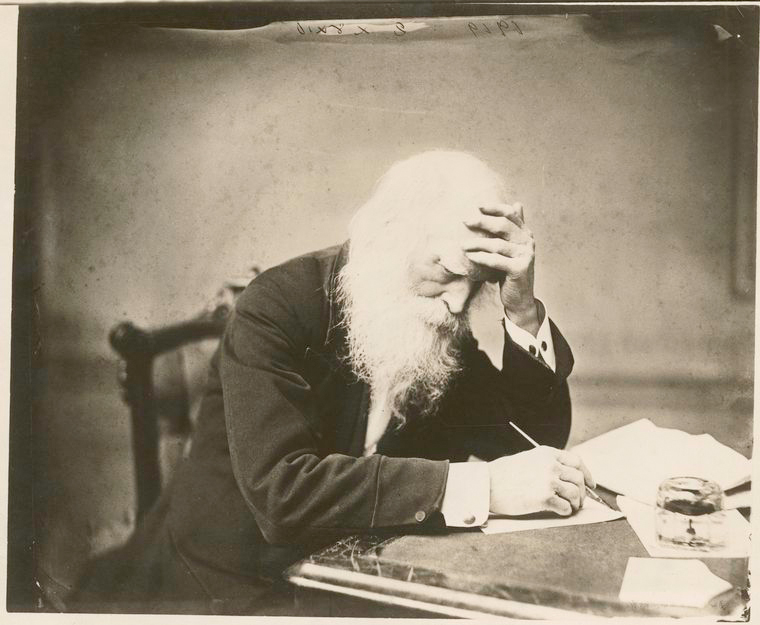
Il giornalista e poeta William Cullen Bryant si schierò dalla parte dell'aggredito.

Il giornalista William Cullen Bryant del New York Post, si chiese retoricamente: "Siamo giunti a questo, che dobbiamo parlare con il fiato sospeso in gola per la presenza dei nostri padroni del Sud?... Dobbiamo continuare a subire l'oltraggio mentre sottopongono a fustigazione i loro schiavi? Anche noi schiavi, schiavi per la vita, bersaglio dei loro brutali colpi criminali, quando non ci comportiamo in modo da compiacerli?"
Migliaia di persone parteciparono a manifestazioni a sostegno di Sumner a Boston, Albany (New York), Cleveland, Detroit, New Haven, New York e Providence. Più di un milione di copie del discorso di Sumner vennero date alle stampe e fatte distribuire gratuitamente.

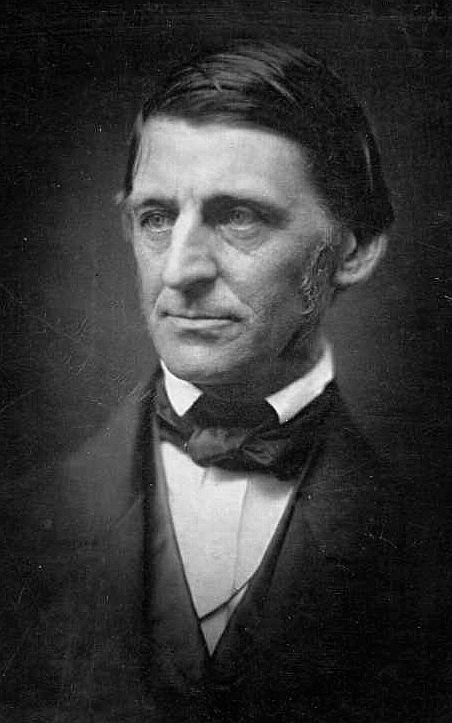
Ralph Waldo Emerson parteggiò per Sumner.

Due settimane dopo la bastonatura Ralph Waldo Emerson descrisse bene la divisione ideologica rappresentata dall'incidente: "Non vedo come una comunità barbara e una comunità civile possano costituire una stessa nazione, penso che dobbiamo liberarci della schiavitù o liberarci della libertà".
Al contrario Brooks venne altamente elogiato dai maggiori giornali del sud. Il Richmond Enquirer in un editoriale affermò che Sumner doveva essere "inscatolato ogni mattina", elogiando l'attacco come "buono in concezione, migliore in esecuzione, e soprattutto in termini di conseguenze" e denunciò "questi abolizionisti volgari presenti al Senato" che "hanno potuto correre troppo a lungo liberi senza collari; devono essere legati e indotti alla sottomissione". I meridionali invieranno al responsabile centinaia di nuovi bastoni in appoggio al suo assalto. Su uno di questi vi fu inscritto: "Colpiscilo di nuovo".

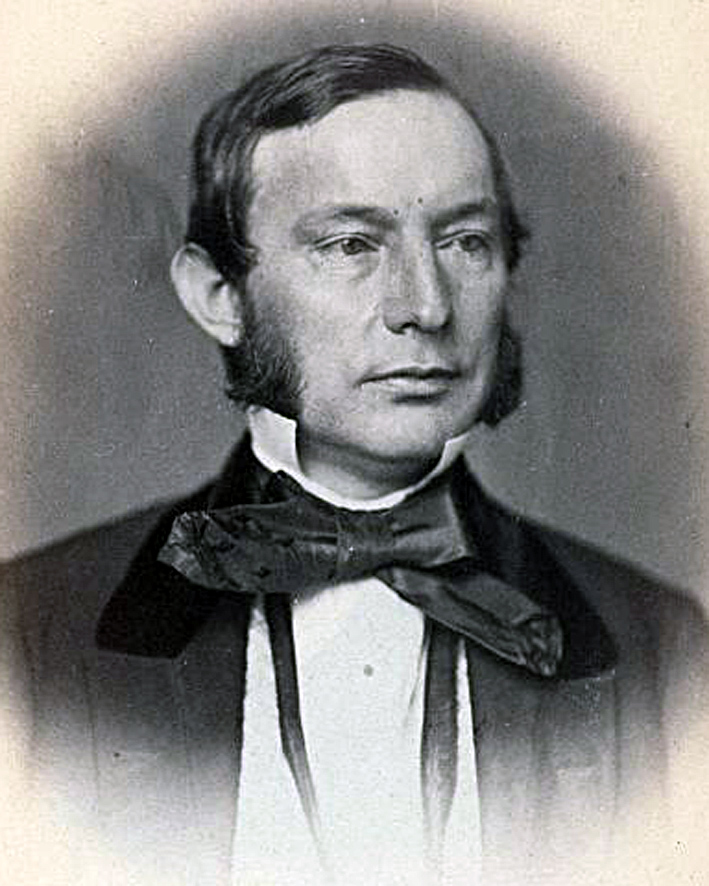
Il deputato Anson Burlingame, un tiratore provetto; Brooks non osò sfidarlo.

Il deputato Anson Burlingame umiliò pubblicamente Brooks spingendolo a sfidarlo a duello, solo per creare condizioni volte ad intimidire Brooks e a fargli fare marcia indietro.

In quanto parte sfidata Burlingame, che era un tiratore provetto, aveva la scelta delle armi e del terreno in cui duellare. Optò quindi per un duello con i fucili sul lato canadese delle Cascate del Niagara, dove le leggi anti-duello statunitensi non sarebbero state applicate. Brooks a questo punto si tirò indietro, perché non voleva esporsi al rischio della violenza viaggiando attraverso gli stati del Nord per arrivare fino al luogo prescelto.

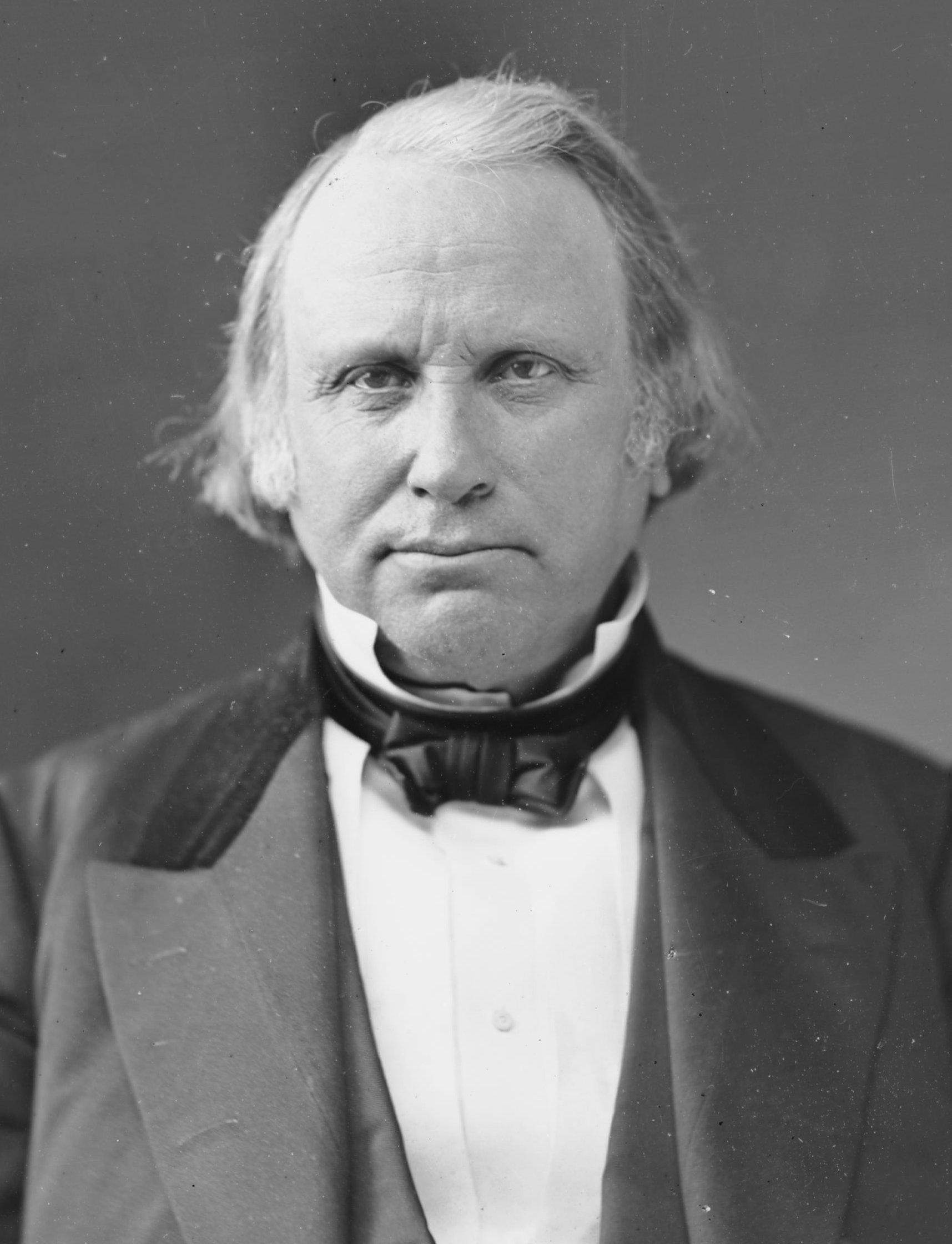
Henry Wilson, minacciato pesantemente da Brooks.

Il sudista scatenato minacciò poi pesantemente anche il senatore Henry Wilson, collega di Sumner dal Massachusetts; l'esponente Repubblicano definì le percosse di Brooks "brutali, assassine e codarde" ed in risposta Brooks lo sfidò per l'ennesima volta a duello.
Wilson però declinò l'invito, dicendo che non poteva parteciparvi legalmente o per convinzione personale, e definendo il duello "la reliquia persistente di una civiltà barbara ed arretrata".
In riferimento ad una voce diffusasi secondo cui Brooks poteva attaccarlo al Senato Wilson disse alla stampa: "Non ho cercato alcuna controversia, e non ne cerco nessuna, ma andrò dove mi viene richiesto dal dovere, non influenzato da minacce di alcun tipo". Wilson continuò a svolgere i suoi compiti al Senato e Brooks non riuscì mai a mettere in atto il suo proposito.
Lo storico William Gienapp ha concluso che "l'assalto di Brooks fu di fondamentale importanza nel trasformare il Partito Repubblicano in un'aggregazione in lotta contro un nemico comune, cioè in una grande forza politica compatta".
I sudisti coprirono Sumner di derisione, sostenendo che stava fingendo le sue ferite; sostennero che il bastone usato da Brooks non era abbastanza pesante da infliggere gravi danni, inoltre affermarono che Brooks non avrebbe colpito più di un numero limitato di volte e non l'aveva colpito abbastanza forte da causare seri problemi di salute.
Nella realtà dei fatti Sumner soffrì di un trauma cranico che gli causò un dolore cronico e debilitante per il resto della sua vita e sintomi coerenti con quello che ai giorni nostri viene chiamato disturbo da stress post-traumatico; trascorse tre anni in convalescenza prima di poter tornare al suo seggio al Senato.
Brooks dichiarò che non aveva alcuna intenzione di uccidere, altrimenti avrebbe usato un'arma diversa. In un discorso alla Camera che difendeva le sue azioni dichiarò che: "non voleva mancare di rispetto al Senato degli Stati Uniti"; venne processato in un tribunale della capitale federale, condannato per aggressione e multato per $ 300 ($ 8.170 in valuta odierna), ma non fu condannato a reclusione.
Una mozione per espellerlo dalla Camera fallì, ma si dimise egli stesso spontaneamente il 15 di luglio seguente per permettere ai suoi elettori di ratificare o condannare la sua condotta attraverso un'elezione speciale; lo approvarono e Brooks fu rapidamente riportato in carica dopo il voto del 1° di agosto e in seguito rieletto ad un nuovo mandato alla fine dell'anno 1856, ma morì di laringotracheobronchite prima che potesse reinsediarsi.
Keitt, che spalleggiò l'aggressore facilitandone l'attacco, venne ufficialmente censurato dalla Camera; si dimise in segno di protesta, ma i suoi elettori ratificarono la sua condotta in modo schiacciante al suo seggio entro un mese. Nel 1858 tentò di assassinare per strangolamento il rappresentante Galusha Aaron Grow della Pennsylvania (Repubblicano) per averlo definito un "negro driver" durante una discussione svoltasi sul corridoio della Camera.
Un tentativo di censura di Edmundson non ottenne la maggioranza dei voti in Aula.
Durante la sessione del Congresso del 1856 Brooks fece un discorso per chiedere l'ammissione del Kansas "anche con una costituzione che respingesse la schiavitù". Il suo tono conciliante impressionò i Nordisti e i sostenitori più accesi dello schiavismo ne rimasero profondamente delusi.

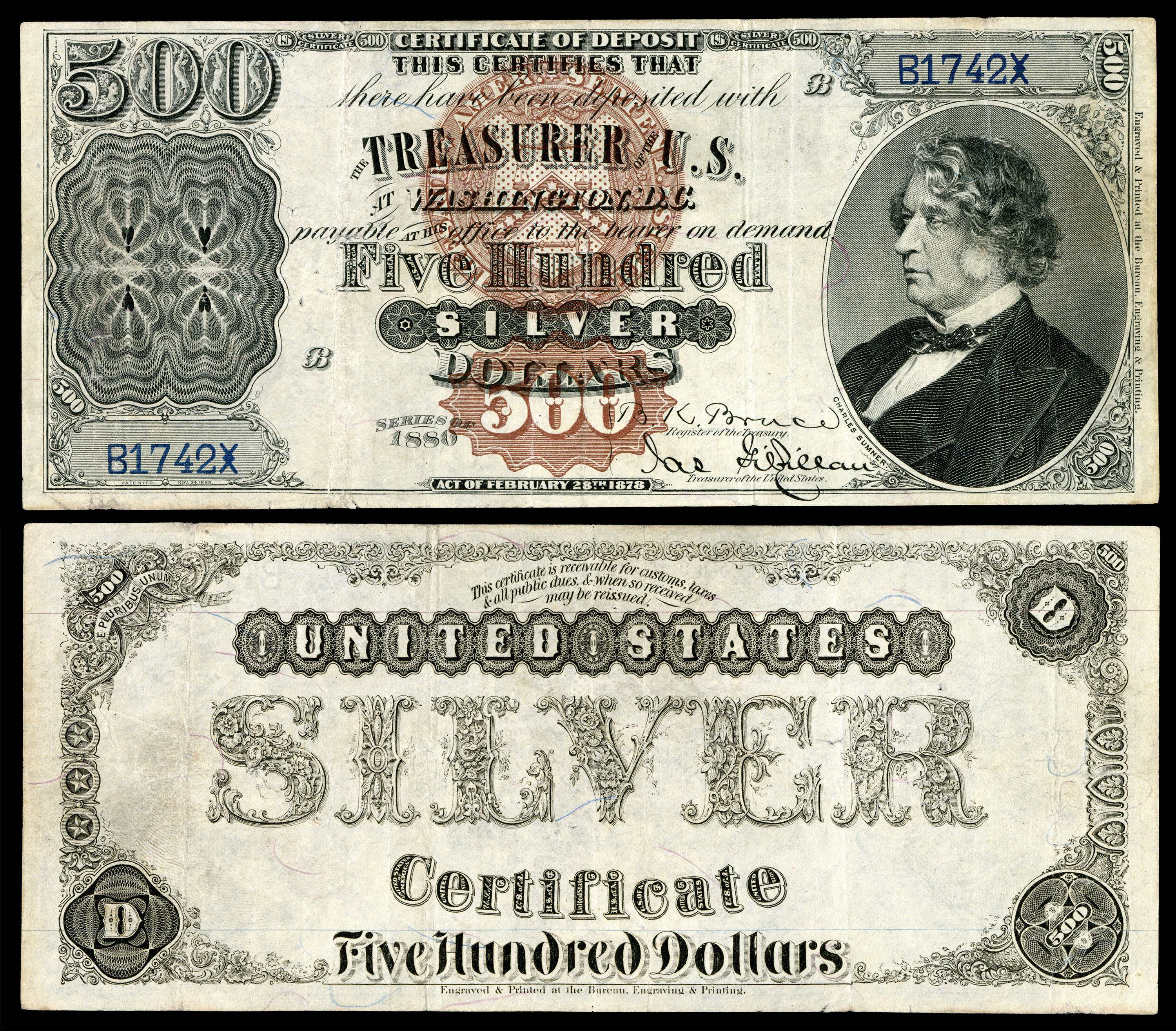
Banconota da 500 dollari con il profilo di Charles Sumner in una serie del 1880.

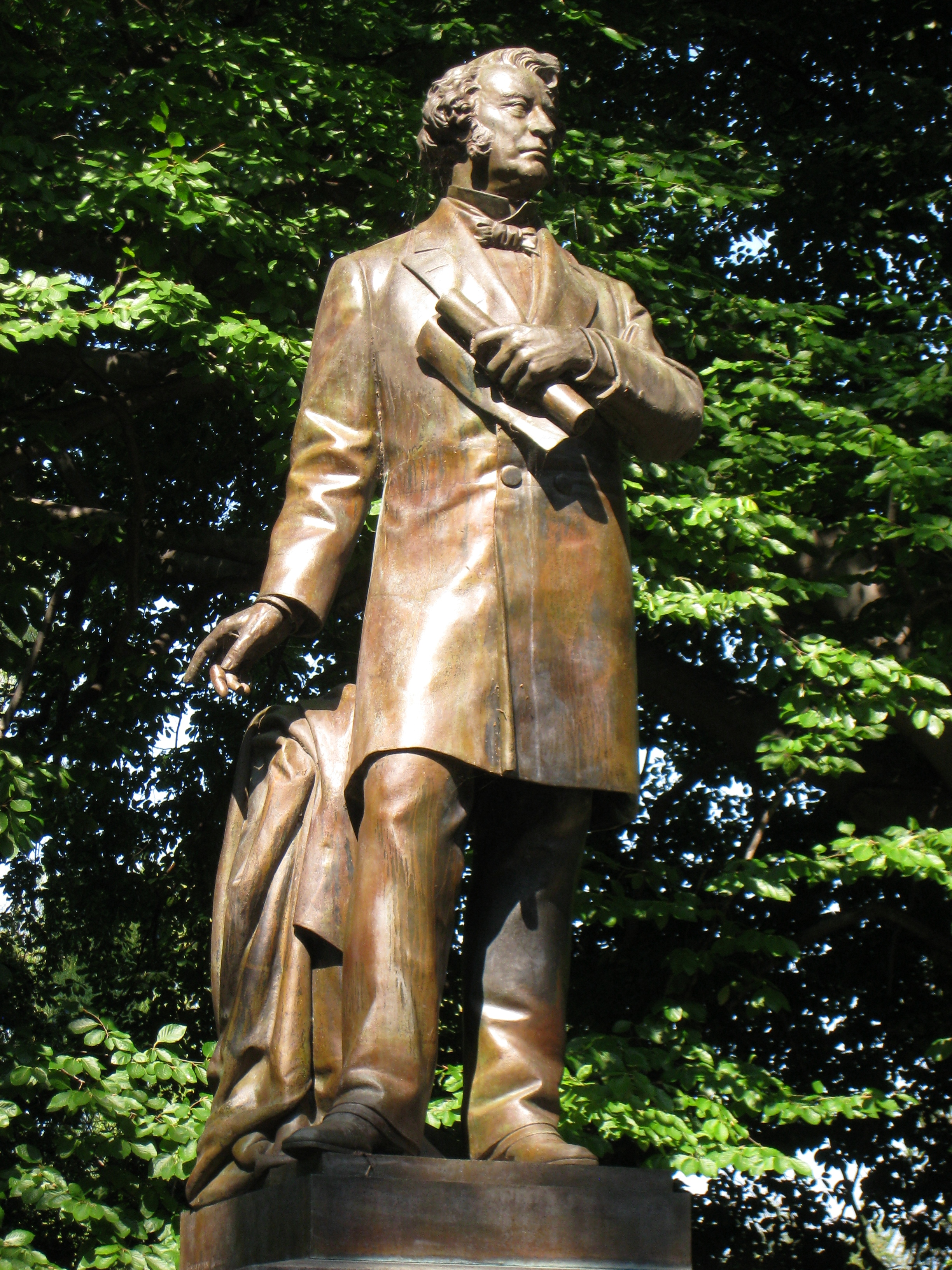
Statua raffigurante il senatore Sumner, opera di Thomas Ball, nei giardini pubblici di Boston.

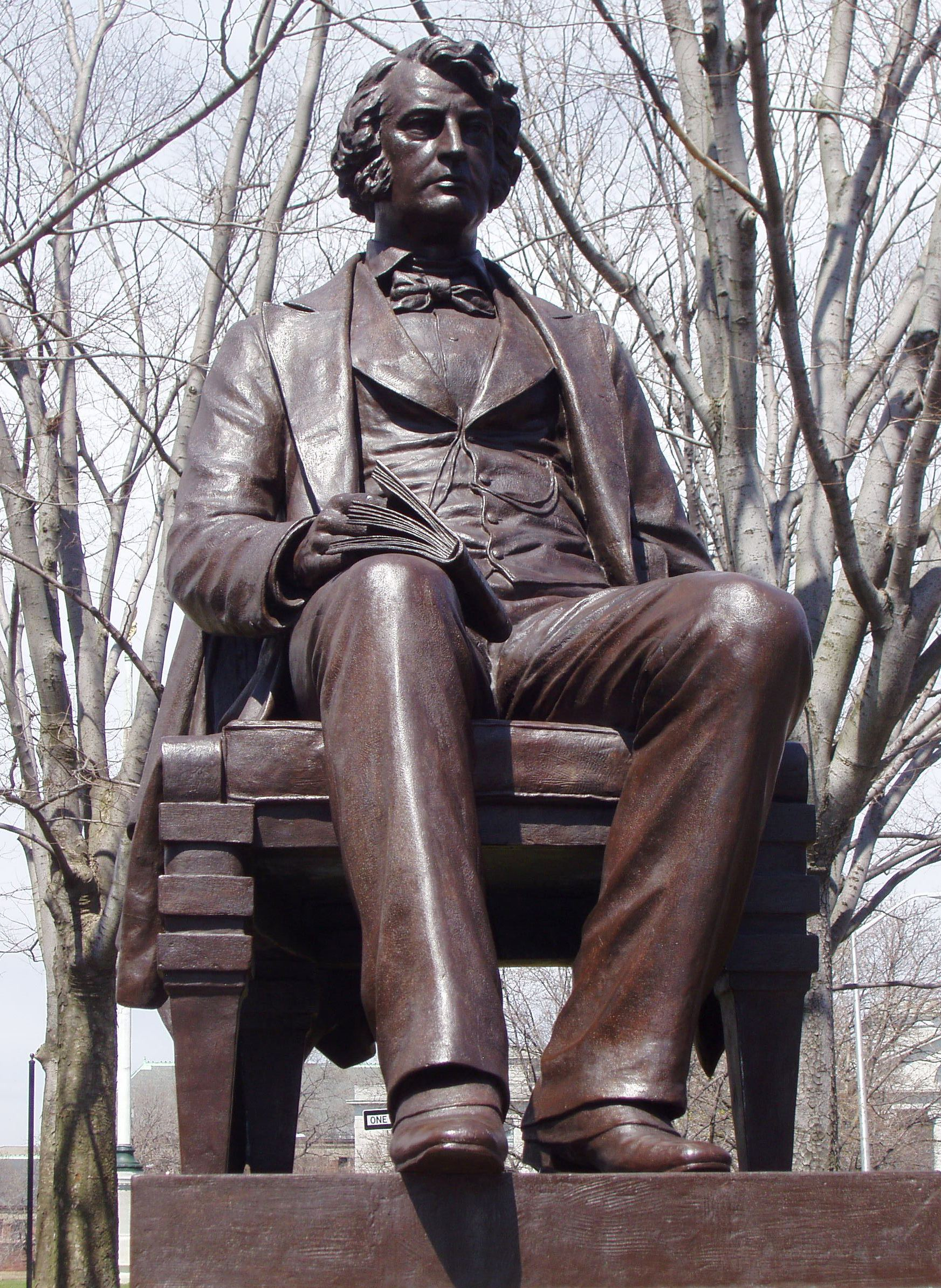
Statua del senatore, opera di Anne Whitney, a Cambridge (Massachusetts).

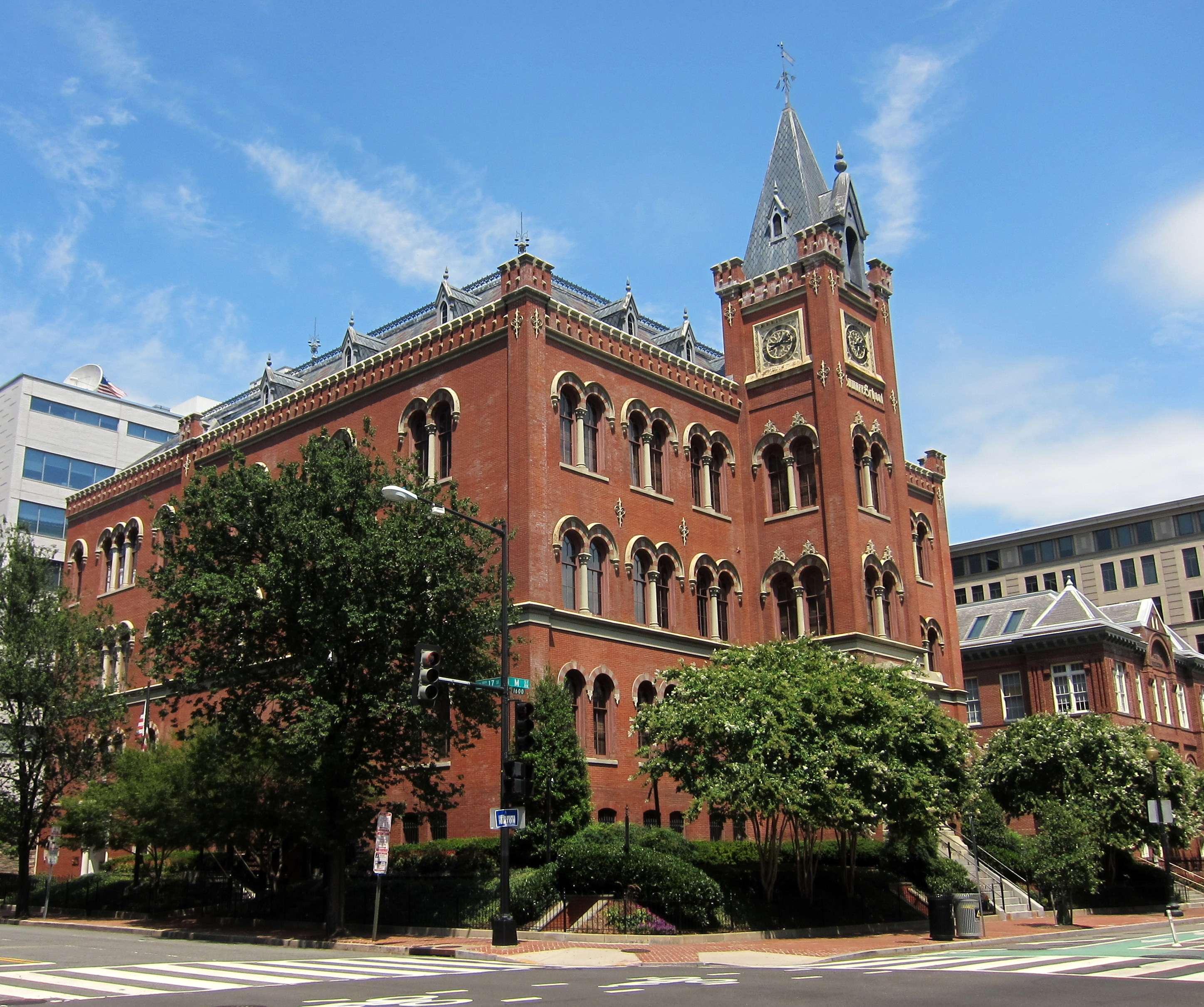
La "Charles Sumner School" a Washington.